# نصف دولار مئوية مبدأ مونرو
نصف الدولار المئوي لمبدأ مونرو عبارة عن قطعة نقدية بقيمة خمسين سنتًا سُكت بواسطة مكتب دار سك العملة بالولايات المتحدة. تحمل العُملة المعدنية صور الرئيسين الأميركيين السابقين جيمس مونرو وجون كوينسي آدامز، وصدرت احتفالاً بالذكرى المئوية لمبدأ مونرو وانتجت في دار سك العملة في سان فرانسيسكو في عام 1923. يعود الفضل في تصميم العُملة إلى النحات تشيستر بيتش، على الرغم من أن الوجه الخلفي يشبه إلى حد كبير عملاً سابقًا لرافائيل بيك.
واجهت صناعة السينما عام 1922 عددًا من الفضائح، بما في ذلك اتهامات القتل غير العمد ضد النجم روسكو "فاتي" أرباكل. على الرغم من تبرئة أرباكل في النهاية، سعى المسؤولون التنفيذيون في مجال صناعة الأفلام إلى إيجاد طرق للحصول على دعاية جيدة لهوليوود. وأحدى الوسائل هو تنظيم معرض في لوس أنجلوس في منتصف عام 1923. ولحث الكونغرس على إصدار عُملة تذكارية كوسيلة لجمع الأموال للمعرض، ربط المنظمون المعرض بالذكرى المئوية لمبدأ مونرو، ومُرر تشريع لإصدار نصف دولار تذكاري لهذهِ الذكرى المئوية.
فشل المعرض مالياً. لم تُباع العُملات المعدنية بشكل جيد، و أُصدر الجزء الأكبر من العُملات التي سُكت والتي تجاوزت 270 ألف قطعة للتداول. واجه بيتش اتهامات بالسرقة الأدبية بسبب تشابه التصميم الخلفي مع عمل لبيك، على الرغم من أن بيتش وزميله النحات جيمس إيرل فريزر نفيا أي مخالفة. أُنفقت العديد من القطع التي بيعت بسعر أعلى وحفظها خلال فترة الكساد الكبير؛ تظهر معظم العملات المعدنية الباقية دليلاً على التآكل.

## خلفية
في أوائل عشرينيات القرن التاسع عشر، اعتبرت الولايات المتحدة أن هناك مسألتين تشكلان تدخلاً غير لائق من جانب القوى الأوروبية في منطقة نفوذها. كانت المعاهدة الروسية الأولى عام 1821، أكدت على الحقوق الإقليمية والتجارية الحصرية على طول جزء كبير من الساحل الكندي المطل على المحيط الهادئ اليوم. اعتبرت الولايات المتحدة هذهِ المنطقة جزءًا من ولاية أوريغون، وكانت تأمل في السيطرة عليها في نهاية المطاف. أما التهديد الثاني فكان التهديدات الأوروبية المحتملة ضد دول أميركا اللاتينية، التي حصلت حديثًا على استقلالها عن إسبانيا. يخشى المسؤولون الأمريكيون أن يؤدي التحالف الرباعي بين بروسيا، النمسا، روسيا، وفرنسا إلى استعادة إسبانيا للسلطة في الأمريكتين.

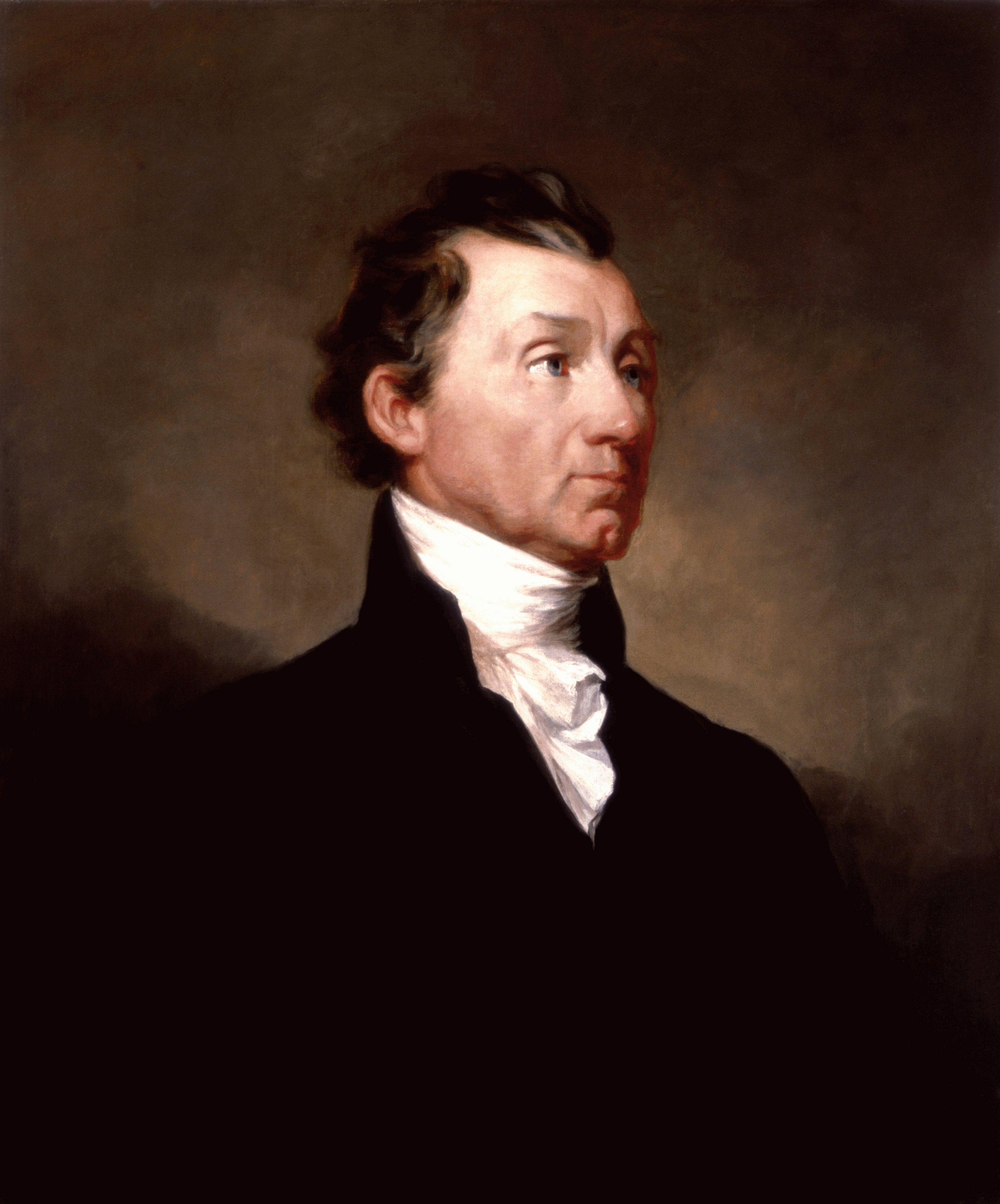
الرئيس جيمس مونرو

شعر وزير الخارجية البريطاني جورج كانينج بالقلق من أنه في حالة استعادة إسبانيا نفوذها في أميركا اللاتينية، فإن بلادهِ تفقد القدرة على التجارة هناك، والتي اكتسبتها منذ طرد الإسبان. واقترح عام 1823 على السفير الأمريكي لدى بريطانيا العظمى، ريتشارد راش، أن تصدر الدولتان بيانًا مشتركًا ضد استعادة المستعمرات الإسبانية السابقة بالقوة. طلب راش التعليمات من الرئيس جيمس مونرو. واستشار الرئيس سلفيه توماس جيفرسون وجيمس ماديسون، اللذين فضلا البيان المشترك، لأن التحالف مع بريطانيا من شأنه أن يحمي الولايات المتحدة. ومع ذلك، شعر وزير خارجية مونرو، والرئيس المستقبلي جون كوينسي آدامز، أنه إذا كانت الولايات المتحدة ستضع مبادئها، فيتعين عليها أن تتحدث عن نفسها، ولا تبدو وكأنها تتبع خطى بريطانيا. وبناءً على ذلك، أُمر راش برفض فرصة الدخول في بيان مشترك، على الرغم من أنه كان عليه إبلاغ البريطانيين بأن الدولتين متفقتان على معظم القضايا.
السياسة التي من شأنها أن تؤدي إلى حوالي بعد 30 عامًا، أصبح يُطلق عليه "مبدأ مونرو" متضمنًا في الرسالة السنوية التي وجهها الرئيس إلى الكونغرس في 2 ديسمبر/كانون الأول 1823. حذرت الدول الأوروبية من المشاريع الاستعمارية الجديدة في الأمريكيتين، ومن التدخل في حكومات نصف الكرة الغربي. ولم يكن لهذا المبدأ تأثير عملي يُذكر في ذلك الوقت، لأن الولايات المتحدة تفتقر إلى القدرة على فرضها عسكرياً، ومعظم القوى الأوروبية تتجاهلها، معتبرة أن مجرد الاستجابة لمثل هذا الإعلان أقل من كرامتها. عندما أرسلت عدة قوى أوروبية رجالاً لاستيطان أراضي في غيانا في ثلاثينيات القرن التاسع عشر، لم تصدر الولايات المتحدة احتجاجاً رسمياً. وأدت الحرب المكسيكية الأميركية في الفترة من عام 1846 إلى عام 1848 (والتنازل المكسيكي الناتج عنها) إلى زيادة الشكوك في أميركا اللاتينية بشأن هذهِ العقيدة، شعر العديد من سكان جنوب الحدود بأن الهدف الأميركي من تحذير القوى الأوروبية من التدخل هو الاستحواذ على الأرض لنفسها. ومع ذلك، أصبح مبدأ مونرو جزءًا مهمًا من السياسة الخارجية للولايات المتحدة في النصف الثاني من القرن التاسع عشر وحتى القرن العشرين.

## بداية

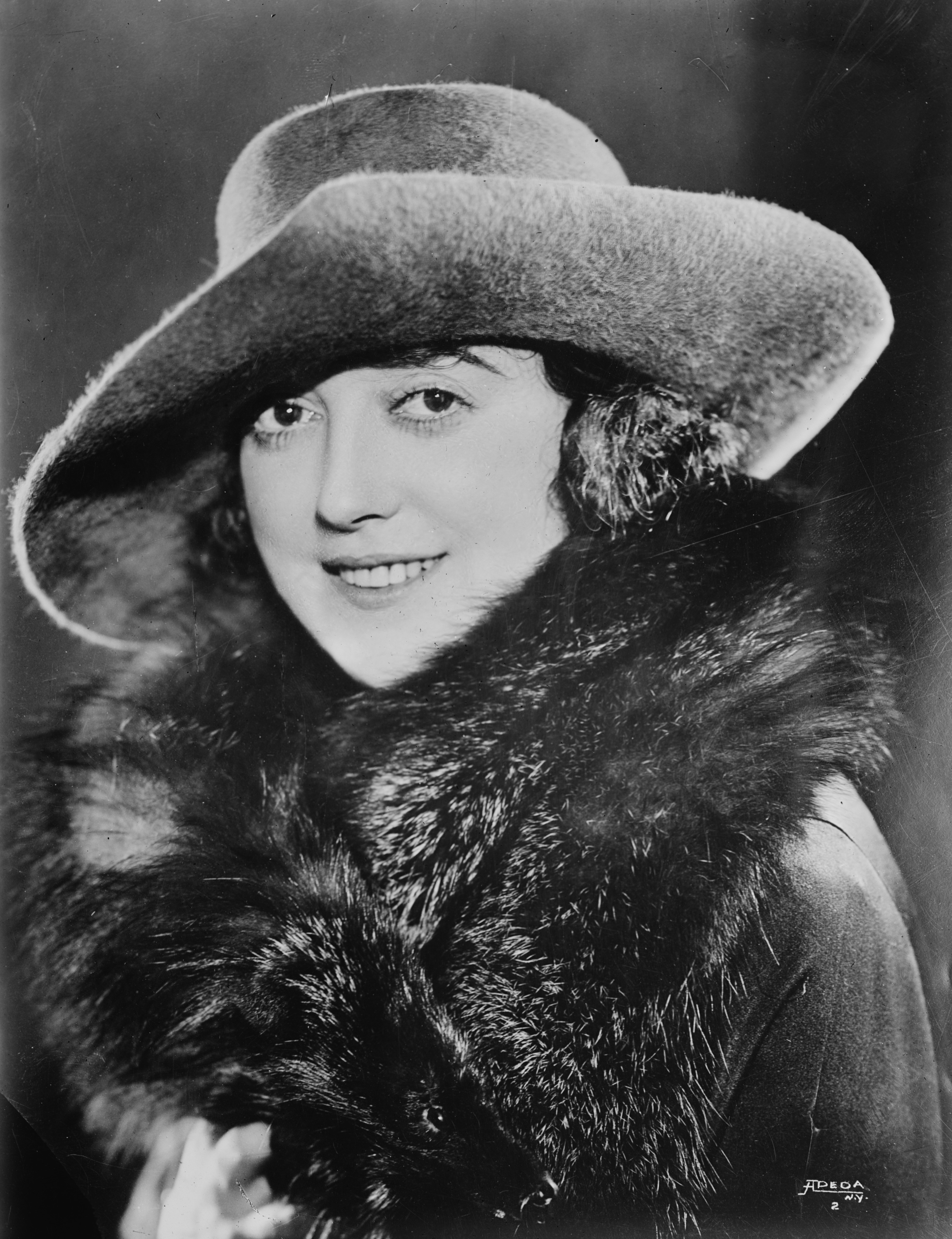
كانت الفضيحة التي تورطت فيها الممثلة مابل نورماند أحد الأحداث التي أدت إلى إصدار نصف دولار المئوية لمبدأ مونرو.

عانت صناعة السينما في هوليوود بحلول عام 1922، من مشاكل خطيرة. تأسست في منطقة لوس أنجلوس خلال عشرينيات القرن العشرين بعد انتقالها من أماكن شرقية مثل فورت لي، نيو جيرسي، و هزت الصناعة عدد من الفضائح. شملت هذهِ الحوادث وفاة المخرج السينمائي ويليام ديزموند تايلور بإطلاق نار غامض، والشهادة المتهربة التي قدمتها الممثلة مابل نورماند بشأن هذهِ الحادثة، التي ساهمت في تدمير مسيرتها المهنية. من بين الفضائح الأخرى الشهيرة في أوائل عشرينيات القرن العشرين وفاة الممثلة فرجينيا رابي بعد حفلة ماجنة في أحد فنادق سان فرانسيسكو. تبرئ الممثل روسكو "فاتي" أرباكل من تهمة القتل غير العمد بعد ثلاث محاكمات، وأنهت الدعاية السلبية مسيرته المهنية أيضًا. أدت هذه الفضائح، إلى جانب وفاة الممثل الرومانسي والاس ريد بسبب جرعة زائدة من المخدرات وعدد من حالات الصراحة الجنسية على الشاشة، إلى دعوات على مستوى البلاد لمقاطعة أفلام هوليوود.
سعى أباطرة السينما إلى إيجاد وسائل للسيطرة على الأضرار. عُُين المدير العام السابق لمكتب البريد ويل إتش هايز كرقيب على الصناعة؛ ويحكم قانون هايز مدى صراحة الفيلم السينمائي لعقود قادمة. كانت هناك فكرة أخرى وهي إقامة معرض ومهرجان سينمائي لإعطاء دعاية جيدة للصناعة، مع استخدام الأرباح في صناعة الأفلام التعليمية. بدأ التخطيط لهذا المعرض، الذي من المقرر إقامته في لوس أنجلوس في منتصف عام 1923، بدأ في عام 1922. وبما أن المعارض الأخرى، مثل المعرض الكولومبي العالمي، معرض بنما، والمحيط الهادئ، حصلت على إصدار عُملات معدنية تذكارية كوسيلة لجمع التبرعات، سعى المنظمون إلى الحصول على قطعة لمعرض الفيلم. أرادت مدينة لوس أنجلوس استخدام المعرض لإظهار أنها أصبحت متقدمة، كما فعلت شيكاغو في معرض كولومبيا وسان فرانسيسكو في معرض بنما والمحيط الهادئ.
بعد أن أدرك المنظمون أن الكونغرس ربما لا يقر تشريعاً لإصدار عُملة معدنية لإحياء ذكرى احتفال صناعة الأفلام، سعى المنظمون إلى تنظيم حدث تأريخي يحتفل بذكرى سنوية كبرى في عام 1923، ويمكن تكريمه في المعرض وعلى العُملة المعدنية. المرشح الابرز هو حادثة حفل شاي بوسطن عام 1773، ولكن وفقًا لخبير العُملات أنتوني سوياتيك ووالتر برين في مجلدهما عن العُملات التذكارية الأمريكية، فإن تلك الحادثة "لا يمكن تبريرها حتى لأبسط علاقة بكاليفورنيا، ناهيك عن لوس أنجلوس". في 18 ديسمبر/كانون الأول 1922، قَدم عضو الكونغرس عن ولاية كاليفورنيا والتر فرانكلين لاينبرجر مشروع قانون لضرب نصف دولار في ذكرى مرور مائة عام على مبدأ مونرو، مع منح مركز لوس أنجلوس للمقاصة (رابطة البنوك)  الحق الحصري في شراء القطع من الحكومة بالقيمة الاسمية. زعم لاينبرجر أن إعلان مونرو نجح في إبقاء كاليفورنيا، المملوكة للمكسيك آنذاك، بعيدة عن أيدي القوى الأوروبية. وناقش عضو الكونغرس عن ولاية ميشيغان، لويس كرامتون، مشروع القانون في مجلس النواب، وفي مجلس الشيوخ، فرانك غرين، عضو الكونغرس عن ولاية فيرمونت، الذي صرح قائلاً: "يبدو لي أن المسألة لا تتعلق ببيع عُملة بقيمة أو مكان محددين. بل هي مسألة ما إذا كانت حكومة الولايات المتحدة ستستمر من عام لآخر في إخضاع عُملاتها لهذا التدليس". رغم هذه الاعتراضات، سُنّ مشروع القانون في 24 يناير 1923؛ سُك 300000 قطعة ووافقوا على القطع.

## تحضير

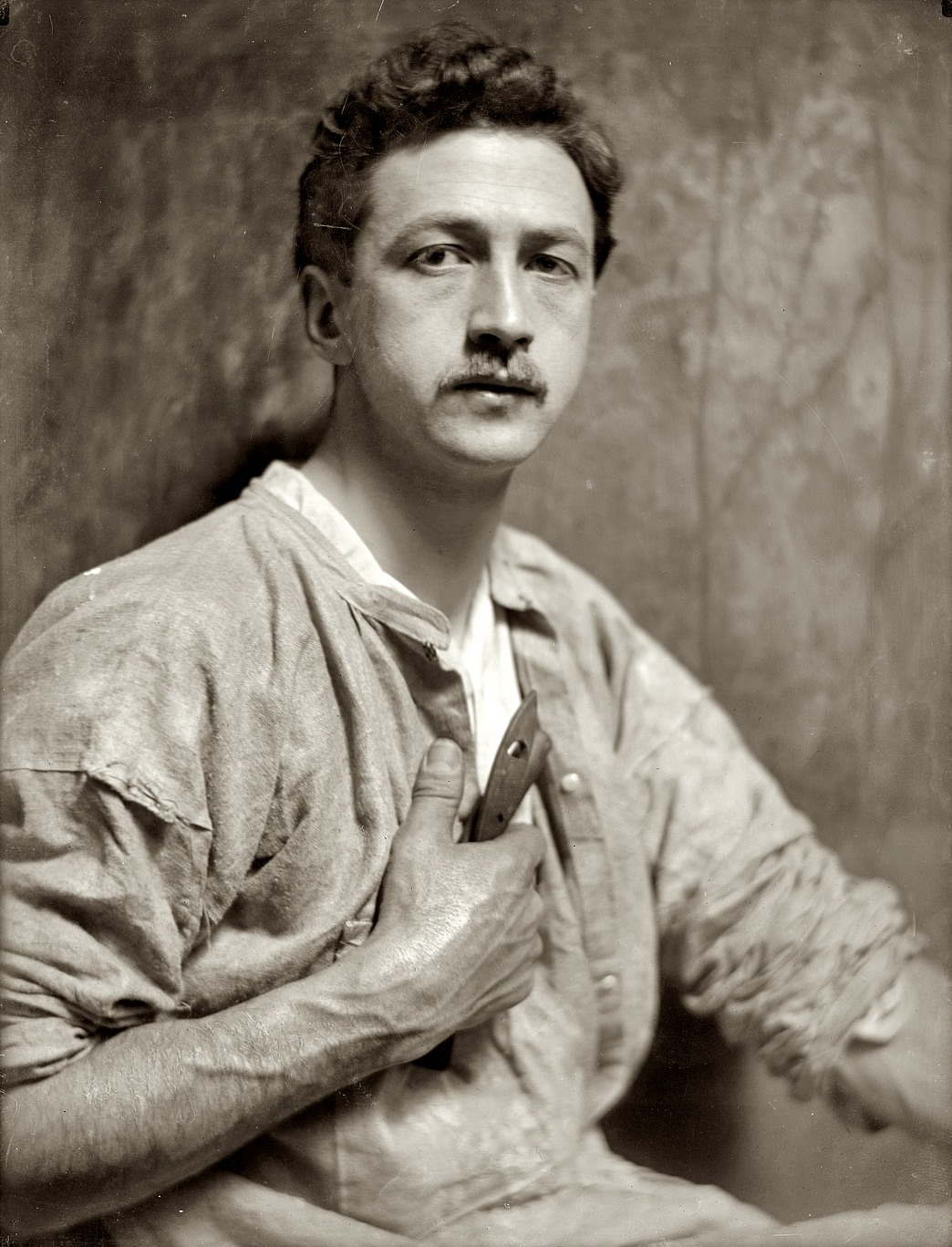
شاطئ تشيستر في عام 1910

لم ينتظر منظمو المعرض الحصول على موافقة الكونغرس لبدء التخطيط للعُملة. وبحسب سوياتيك وبرين، فإن المدير العام للمعرض فرانك ب. دافيسون هو صاحب فكرة التصاميم. في 7 ديسمبر/كانون الأول 1922، كتب رئيس لجنة الفنون الجميلة تشارلز مور إلى مصمم ونحات عملة النيكل في بوفالو، عضو اللجنة جيمس إيرل فريزر، "يخطط سكان لوس أنجلوس للاحتفال بالذكرى المئوية لمبدأ مونرو. سيصدرون عُملة بقيمة 50 سنتًا، وقرروا أن يكون وجه العملة رأسي الرئيس مونرو وجون كوينسي آدامز".... وعلى الجانب الآخر ستكون القارات الغربية من خليج هدسون إلى كيب هورن مع بعض النقاط لجزر الهند الغربية وبعض المؤشرات لقناة بنما.. يبدو لي أنه بعد الاتفاق على التصميمات، يمكن تصميم نماذج [الجص] بسهولة تامة، ويمكن صنع شيء رائع جدًا."
اتصل فريزر بزميله النحات من نيويورك تشيستر بيتش، الذي وافق على القيام بالعمل. في 27 ديسمبر/كانون الأول، كتب مور إلى دافيسون، وأبلغه بتعيين بيتش، وأن فريزر وبيتش قررا تغيير الوجه الاخر. استشهد مور بوصف بيتش للتصميم المنقح:
خريطة أمريكا الشمالية والجنوبية. تظهر أمريكا الشمالية على شكل شخص مُغطى، يحمل إكليل الغار (غصن زيتون) يمتد إلى أمريكا الجنوبية، كما يظهر شخص مُغطى يحمل قرن الوفرة. تلامس أيديهم قناة بنما. كما تظهر جزر الهند الغربية. ويظهر تيار المحيطات بشكل خفيف. بين عامي 1823 و1923، توجد لفافة وقلم ريشة، يرمزان إلى "المعاهدة".

أبلغ مور دافيسون أن اللجنة وافقت على المراجعة، وتلقى بيتش تعليمات بإكمال العمل في أسرع وقت ممكن حتى تكون العُملات المعدنية متاحة في وقت مبكر. في 24 فبراير/شباط 1923، أظهر سكرتير اللجنة هانز كيمرير النماذج المكتملة إلى مساعِدة مدير دار سك العُملة ماري مارغريت أوريلي، التي سُرت بها. اقترح أوريلي أنه إذا كان بيتش متأكدًا من عدم وجود تغييرات أخرى، فعليه إرسال صور النماذج إلى مكاتب اللجنة، لإرسالها مع اعتمادها إلى مكتب دار سك العُملة في واشنطن. حدث ذلك، ووافقوا على التصميمات من قِبل كل من مدير دار سك العُُملة فرانك إدغار سكوبي ووزير الخزانة أندرو ميلون في 8 مارس/أذار. تحمس مور للتصاميم، وكتب إلى دافيسون في 21 مارس/أذار "أشعر بفرحة كبيرة تجاه الطريقة التي يعمل بها النموذج... اتضح... لا أعرف عملة تذكارية تعادل هذه من حيث الجمال...."

## تصميم
يرى ويليام إي. بايك، في مقالته المنشورة عام 2003 في مجلة The Numismatist عن العُملة، أن التصميم "غير مُلهم" ويشكو من أن النقش المنخفض للعُملة يتركها بدون تفاصيل كافية. يذكر تاجر العُملات والمؤرخ في علم العُملات، كيو. ديفيد باورز، أنه بسبب سطحية النقش البارز، "العملات المسكوكة حديثًا باهتة المظهر. لم يصفها أيٌّ من المراقبين بأنها جذابة". اشتكى مؤرخ الفن كورنيليوس فيرمول من النقش البارز، قائلاً إنه جعل الأشكال الرمزية على الوجه الآخر "تبدو وكأنها منحوتات مركبة".... الطريقة التي حُدد شكل الإناث لتحقيق مظهر القارات هي جولة ذكية من القوة في فن الخط البارز ولكنها وحشية جمالية، وتورية سيئة في الفن." لم يكن لديه المزيد من الثناء على الوجه الأمامي، "آدامز، بعينه المحدقة، بالكاد يكون صورة، ولن يتعرف على مونرو حتى من قِبل خبير."

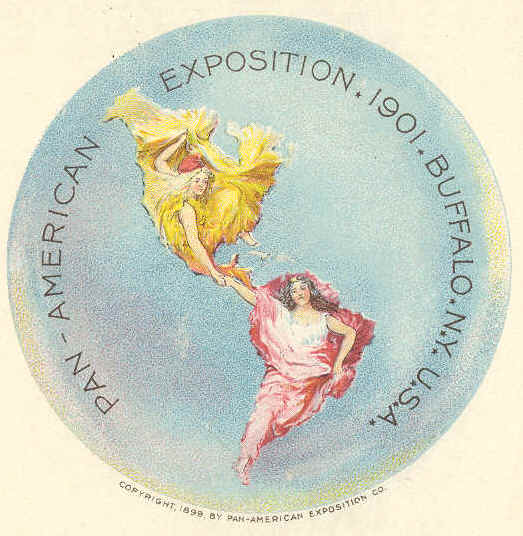
ختم المعرض الأمريكي لعام 1901. اعتبر مصممها، رافائيل بيك، أن بيتش قد سرق عمله.

تُمثل الخطوط الخافتة في الحقل المحيط بالقارات تيارات المحيطات المختلفة، مع وجود تيار الخليج في أعلى يمين الوجه الثاني. يعتقد سوياتيك وبرين أن السبب وراء إظهار التيارات المحيطية هو رمزية طرق التجارة بين القارات. كما أعتبروا التصميم ذو مظهر آرت ديكو، على الرغم من ملاحظة أن الحروف لها مظهر أقدم من فن الآرت نوفو. عُثر على شعار بيتش، CB على شكل دائرة، في أسفل يمين الوجه الخلفي.
في 23 يوليو/تموز 1923، رافائيل بيك، الذي صمم الختم لعام 1901 كتب معرض عموم أمريكا إلى مدير دار سك العُملة سكوبي ليشتكي من أن التصميم الخلفي يشبه ختمه، الذي حصل على حقوق الطبع والنشر له في عام 1899، وأنه لا ينبغي منح بيتش أي رصيد آخر له. ووجهت الرسالة إلى لجنة الفنون الجميلة للتعليق عليها. في أكتوبر/تشرين الأول، كتب فريزر إلى بيك، موضحًا أنه اقترح على بيتش استخدام الأشكال لتمثيل القارات بدلاً من الخرائط، وأنه لم ير ختم عموم أمريكا أبدًا حتى أرسل سكوبي الرسالة. وفقًا لباورز، "مع ذلك، فإن المقارنة بين تصميمات عامي 1901 و1923 تظهر أن هذا كان من غير المحتمل إلى حد كبير."

## التوزيع والتحصيل
في شهري مايو/آيار ويونيو/حزيران من عام 1923، سُك 274,077 من نصف الدولار الجديد في دار سك العملة في سان فرانسيسكو. أُرسلت معظم هذه الوثائق إلى مركز تبادل المعلومات في لوس أنجلوس، على الرغم من أن 77قطعة خُصصت لنقلها إلى فيلادلفيا وفحصها من قِبل لجنة التحليل الأمريكية لعام 1924.

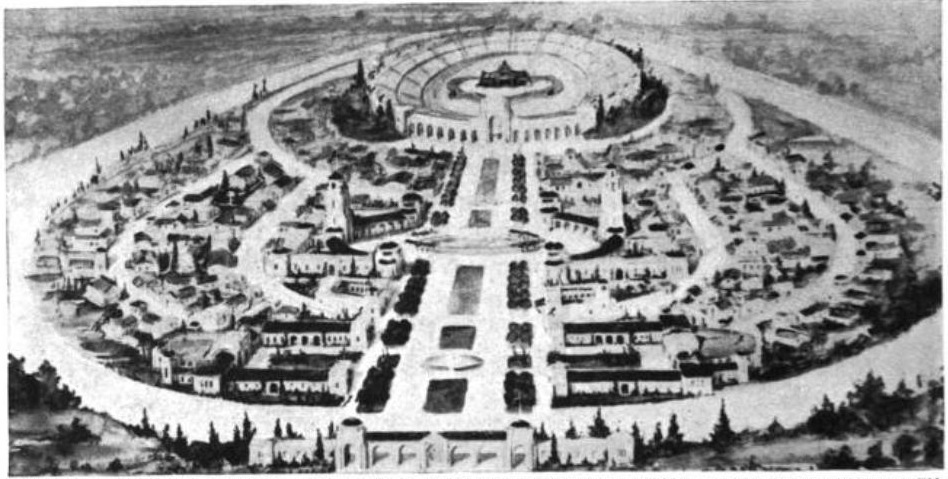
نموذج للمعرض؛ يظهر كولوسيوم لوس أنجلوس في المنتصف

فُتح معرض صناعة الأفلام والتأريخ الأمريكي منذ 2 يوليو/تموز إلى 4 أغسطس/آب 1923. يقع المعرض قِبالة شارع فيغيروا في منتزه المعارض، مباشرة إلى الشرق من كولوسيوم لوس أنجلوس الجديد، يُقدم عرض مجاني كل مساء لزوار المعرض بعنوان "مونتيزوما وسقوط الأزتيك". كان سعر الدخول إلى المعرض خمسين سنتًا، على الرغم من أن زوار المعرض يمكنهم شراء عُملة معدنية مقابل دولار واحد من شباك التذاكر والدخول دون دفع أي رسوم إضافية. بعد الأسبوع الأول، أدرك المنظمون أن الجمهور لم يكن مهتمًا بالموضوع التأريخي، بل كان هناك لرؤية نجوم السينما المفضلين. وبناءً على ذلك، وسع العارضون المساحة المخصصة لعروض الأفلام بشكل كبير، فشل المعرض من الناحية المالية. يأمل القائمون على المعرض في جذب مليون زائر؛ لكن الحضور الفعلي كان حوالي 300 ألف، والعديد منهم من المراهقين الذين حصلوا على دخول مجاني في الأسبوعين الأخيرين من المعرض. مع اقتراب المعرض من حافة الإفلاس طوال فترة عرضه، يأمل المسؤولون أن تؤدي الزيارة المخطط لها للرئيس وارن هاردينج في السادس من أغسطس/آب إلى زيادة إيرادات البوابات، لكن هاردينج مرض في سان فرانسيسكو وتوفي في الثاني من أغسطس/آب. وفقًا لبايك في مقاله، "كان من الصعب قياس تأثيره على الصناعة. ومع ذلك، إذا كانت هوليوود تدين بمكانتها الحالية بأي شكل من الأشكال لهذا الحدث، كان نجاحًا باهرًا بالفعل."
بيع حوالي 27000 نصف الدولار بسعر 1 دولار، عن طريق البريد، وفي البنوك، وفي المعرض. استمرت المبيعات بعد إغلاقها، ولكن بحلول أكتوبر/تشرين الأول 1923، انخفضت إلى ما يقرب من لا شيء، وأطلقت البنوك التي تحتفظ بها التسعة أعشار المتبقية من العُملة للتداول، ما يُفسر التآكل في معظم العينات الباقية. من بين الأموال المخصصة، أُنفق آلاف أخرى خلال فترة الكساد. يُدرج إصدار عام 2015 من دليل عملات الولايات المتحدة الأمريكية سعرها عند 75 دولارًا أمريكيًا في فئة MS-60 غير المتداولة. يشير سوياتيك في مجلده الصادر عام 2012 عن القطع التذكارية إلى أن العديد من العينات عولجت لتبدو أكثر إشراقًا أو أقل تآكلًا؛ وهذهِ القطع، مثل القطع الأخرى المتداولة، أصبحت أقل قيمة. عينة استثنائية، حاصلة على شهادة حالة MS-67، بيعت في مزاد بمبلغ 29900 دولار في عام 2009.

## ملحوظات
1. ↑  Swiatek and Breen suggest that the Clearing House was designated as the sponsoring organization to make the issue appear less connected with the controversial movie industry. See Swiatek & Breen، صفحات 166–167
2. ↑  Likely the message to Congress in which Monroe set forth his policy